# Ligne C du BHNS de Clermont-Ferrand
Pour les articles homonymes, voir Ligne C.
La ligne C du réseau des T2C est une ligne de bus à haut niveau de service (BHNS) du réseau de transports en commun de Clermont-Ferrand, dont l'exploitation commerciale est confiée à l'établissement public à caractère industriel et commercial T2C (EPIC T2C).
Elle relie le Lycée René Descartes de Cournon-d'Auvergne à Tamaris à Clermont-Ferrand.
Il s'agit du troisième axe de transport en commun de l'agglomération, après la ligne A du tramway (Nord - Sud) et la ligne B du BHNS (Est-Ouest). Elle est aujourd'hui empruntée par 10 500 voyageurs par jour.

## Historique

### La ligne 6

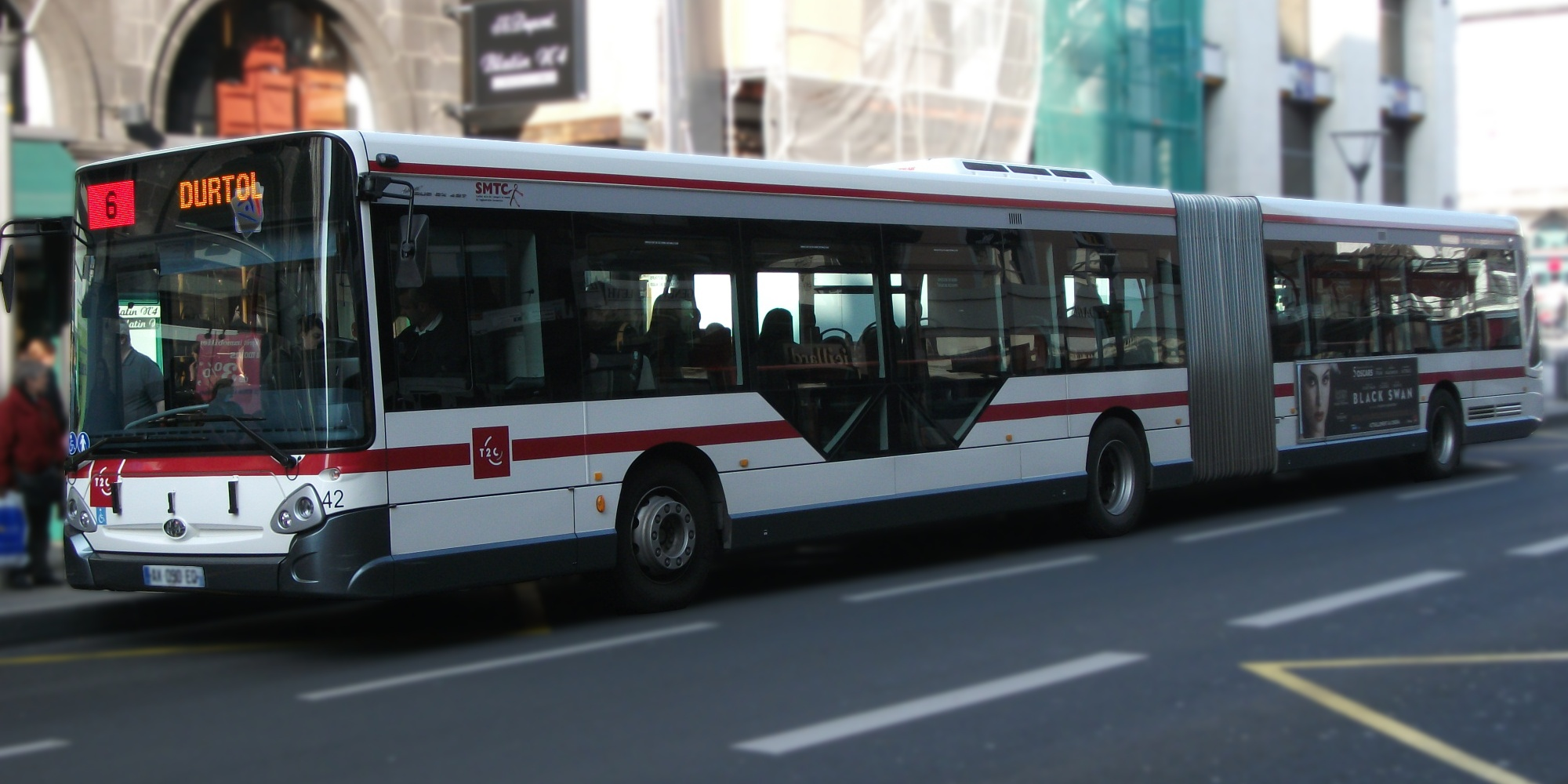
Un GX 427 sur la ligne 6, à l'arrêt Jaude, en mars 2011.

La ligne 6, troisième ligne de transport en commun de l'agglomération Clermontoise reliait la commune de Durtol au Lycée René Descartes de Cournon d'Auvergne en passant par les quartiers en altitude de Clermont-Ferrand (Tamaris), l'avenue J. Claussat à Chamalières, Jaude, la rue de l'Oradou, La Pardieu et la zone industrielle de Cournon d'Auvergne. Elle était exploitée à l'aide de véhicules GX 417 et GX 427. À la suite de la mise en service des Créalis Néo sur la Ligne B, elle fut équipée de quelques Agora L.

### Vers une ligne C de BHNS
En 2012, le SMTC décide l'achat de 14 nouveaux bus à haut niveau de service Créalis Neo pour la ligne B et lance en projet la conversion de la ligne 6 en ligne à haut niveau de service avec les mêmes véhicules. Des travaux préliminaires pour la transformation des stations, leurs réaménagements, l'installation de bornes d'information voyageur en temps réel et des distributeurs de titres aux stations les plus fréquentés s'effectue à l'automne 2013.

### Mise en service
Le 13 janvier 2014, les 18 nouveaux bus de la ligne C sont mis en service sur la nouvelle ligne C, le parcours sur la ligne est quasiment similaire à l'ex ligne 6, la desserte de Durtol étant abandonnée et reprise par la ligne 10. La ligne C dessert le boulevard Berthelot, la Chambre de commerce et d'Industrie et Tamaris (son nouveau terminus).

### Modifications de la ligne
Depuis le 28 août 2017, la T2C a décidé d'augmenter de 15 courses par jour du lundi au vendredi (+13 %) les services sur cette ligne pour apporter une meilleure fréquence de passage et plus d’attractivité pour la ligne C et les transports en commun clermontois en général : 
- Entre 7h et 8h30 et entre 15h30 et 19h → 11 minutes (contre 13 auparavant)
- Journée → 15 minutes (contre 19 auparavant)

À partir du 27 août 2018, la ligne C voit son itinéraire modifié entre les stations Fleury et Pradelle. Elle passe désormais dans les deux sens par la rue de l'Oradou et ne dessert donc plus les arrêts Cartoucherie et Vertaizon. Elle se voit également dotée d'un arrêt supplémentaire en bout de ligne, Cournon Toulaits, ce qui en fait son nouveau terminus.
À partir du 24 avril 2023, l'itinéraire de la ligne est modifié. Elle dessert maintenant la place Delille et des voies de bus ont été créées sur le Boulevard Trudaine.

## Parcours

### Liste des stations
|  |   |  | Stations            | Communes                   | Correspondances                                               | Lat/Long                    |
|  | - |  | ------------------- | -------------------------- | ------------------------------------------------------------- | --------------------------- |
|  | O |  | Tamaris             | Clermont-Ferrand           | 10                                                            | 45° 47′ 20″ N, 3° 03′ 46″ E |
|  | ▼ |  | Fournières          | Clermont-Ferrand           | 10 32                                                         | 45° 47′ 21″ N, 3° 03′ 49″ E |
|  | ▼ |  | Limousin            | Clermont-Ferrand           | 10 32                                                         | 45° 47′ 15″ N, 3° 03′ 55″ E |
|  | • |  | Quatre Routes       | Clermont-Ferrand           | 10 32                                                         | 45° 47′ 09″ N, 3° 03′ 54″ E |
|  | • |  | Goncourt            | Clermont-Ferrand           | 32                                                            | 45° 47′ 02″ N, 3° 04′ 08″ E |
|  | • |  | Chambre de Commerce | Clermont-Ferrand           | 5 9 32 Navette Montjuzet                                      | 45° 46′ 55″ N, 3° 04′ 18″ E |
|  | • |  | Berthelot           | Clermont-Ferrand           | 5 9 Navette Montjuzet                                         | 45° 46′ 50″ N, 3° 04′ 16″ E |
|  | • |  | F. Roosevelt        | Clermont-Ferrand           | 9 Navette Montjuzet                                           | 45° 46′ 38″ N, 3° 04′ 24″ E |
|  | O |  | Alexandre Varenne   | Clermont-Ferrand           | B 9 10 Navette Montjuzet                                      | 45° 46′ 36″ N, 3° 04′ 40″ E |
|  | • |  | Jaude               | Clermont-Ferrand           | tram A B 9 10 Navette Montjuzet C.vélo                        | 45° 46′ 37″ N, 3° 04′ 52″ E |
|  | • |  | Ballainvilliers     | Clermont-Ferrand           | B 3 4 8 9 10 12 13 27 Bus De Nuit (BEN) C.vélo                | 45° 46′ 33″ N, 3° 05′ 12″ E |
|  | • |  | Delille Trudaine    | Clermont-Ferrand           | tram A B 3 4 7 8 9 10 12 13 27 35 36 Bus De Nuit (BEN) C.vélo | 45° 46′ 47″ N, 3° 05′ 28″ E |
|  | • |  | Esplanade           | Clermont-Ferrand           | B 3 4 7 8 9 10 13 27 35 36                                    | 45° 46′ 39″ N, 3° 05′ 43″ E |
|  | • |  | Fleury              | Clermont-Ferrand           | 7 8 9 10 13                                                   | 45° 46′ 28″ N, 3° 05′ 47″ E |
|  | • |  | Pradelle            | Clermont-Ferrand           | 28                                                            | 45° 46′ 24″ N, 3° 05′ 54″ E |
|  | • |  | Vincent d'Indy      | Clermont-Ferrand           | 28                                                            | 45° 46′ 16″ N, 3° 06′ 08″ E |
|  | • |  | Le Château          | Clermont-Ferrand           | 28 C.vélo                                                     | 45° 46′ 13″ N, 3° 06′ 25″ E |
|  | • |  | Médicis             | Clermont-Ferrand           | 28                                                            | 45° 46′ 11″ N, 3° 06′ 39″ E |
|  | • |  | Oradou              | Clermont-Ferrand           | 28                                                            | 45° 46′ 11″ N, 3° 06′ 58″ E |
|  | • |  | Rassat Courtiaux    | Clermont-Ferrand           | 28                                                            | 45° 46′ 08″ N, 3° 07′ 27″ E |
|  | O |  | La Pardieu Gare     | Clermont-Ferrand           | tram A 28                                                     | 45° 46′ 00″ N, 3° 08′ 02″ E |
|  | • |  | La Pardieu          | Clermont-Ferrand /         | 22 23                                                         | 45° 45′ 40″ N, 3° 07′ 56″ E |
|  | • |  | Ernest Cristal      | Clermont-Ferrand / Aubière | 22 23                                                         | 45° 45′ 32″ N, 3° 08′ 41″ E |
|  | • |  | Pont de Sarliève    | Clermont-Ferrand / Aubière | 22 23                                                         | 45° 45′ 25″ N, 3° 08′ 57″ E |
|  | • |  | Pointe de Cournon   | Cournon-d'Auvergne         | 22                                                            | 45° 45′ 18″ N, 3° 09′ 25″ E |
|  | • |  | Anne-Marie Menut    | Cournon-d'Auvergne         |                                                               | 45° 44′ 48″ N, 3° 10′ 24″ E |
|  | • |  | Monteix             | Cournon-d'Auvergne         |                                                               | 45° 44′ 39″ N, 3° 10′ 39″ E |
|  | • |  | Croix des Vignes    | Cournon-d'Auvergne         |                                                               | 45° 44′ 31″ N, 3° 10′ 54″ E |
|  | • |  | Gardes              | Cournon-d'Auvergne         |                                                               | 45° 44′ 27″ N, 3° 11′ 19″ E |
|  | • |  | Cournon J. Gardet   | Cournon-d'Auvergne         | 22 34 37                                                      | 45° 44′ 22″ N, 3° 11′ 47″ E |
|  | • |  | Alouettes           | Cournon-d'Auvergne         |                                                               | 45° 44′ 08″ N, 3° 11′ 31″ E |
|  | • |  | Gergovie            | Cournon-d'Auvergne         |                                                               | 45° 43′ 59″ N, 3° 11′ 17″ E |
|  | • |  | Dômes               | Cournon-d'Auvergne         | 34                                                            | 45° 43′ 54″ N, 3° 11′ 35″ E |
|  | • |  | Lac                 | Cournon-d'Auvergne         |                                                               | 45° 43′ 53″ N, 3° 11′ 47″ E |
|  | • |  | Livradois           | Cournon-d'Auvergne         |                                                               | 45° 43′ 51″ N, 3° 11′ 58″ E |
|  | • |  | Foirail             | Cournon-d'Auvergne         |                                                               | 45° 43′ 55″ N, 3° 12′ 13″ E |
|  | • |  | Mozart              | Cournon-d'Auvergne         |                                                               | 45° 43′ 59″ N, 3° 12′ 23″ E |
|  | ▼ |  | Avenue du Pont      | Cournon-d'Auvergne         |                                                               | 45° 44′ 07″ N, 3° 12′ 26″ E |
|  | • |  | Victor Hugo         | Cournon-d'Auvergne         | 22                                                            | 45° 44′ 17″ N, 3° 12′ 32″ E |
|  | • |  | Avenue de l'Allier  | Cournon-d'Auvergne         | 22 34                                                         | 45° 44′ 23″ N, 3° 12′ 34″ E |
|  | • |  | Lycée Descartes     | Cournon-d'Auvergne         | 34                                                            | 45° 44′ 35″ N, 3° 12′ 37″ E |
|  | O |  | COURNON — Toulaits  | Cournon-d'Auvergne         | 34                                                            | 45° 44′ 35″ N, 3° 12′ 37″ E |

En gras, sont indiqués les divers terminus de la ligne.

### Desserte
La ligne dessert des grands équipements métropolitains comme la Chambre de Commerce et d'industrie de Clermont-Ferrand, la Place de Jaude, le plateau central de Ballainvillers, les lycées Blaise-Pascal, Jeanne d'Arc, La Fayette de Clermont-Ferrand, et René Descartes de Cournon d'Auvergne. Elle dessert également le centre ville de Cournon d'Auvergne ainsi que les principaux équipements publics de la ville avec un accès rapproché, via le terminus "Cournon Toulaits", de la plaine des jeux ainsi que du plan d'eau de Cournon d'Auvergne.

## Matériel roulant

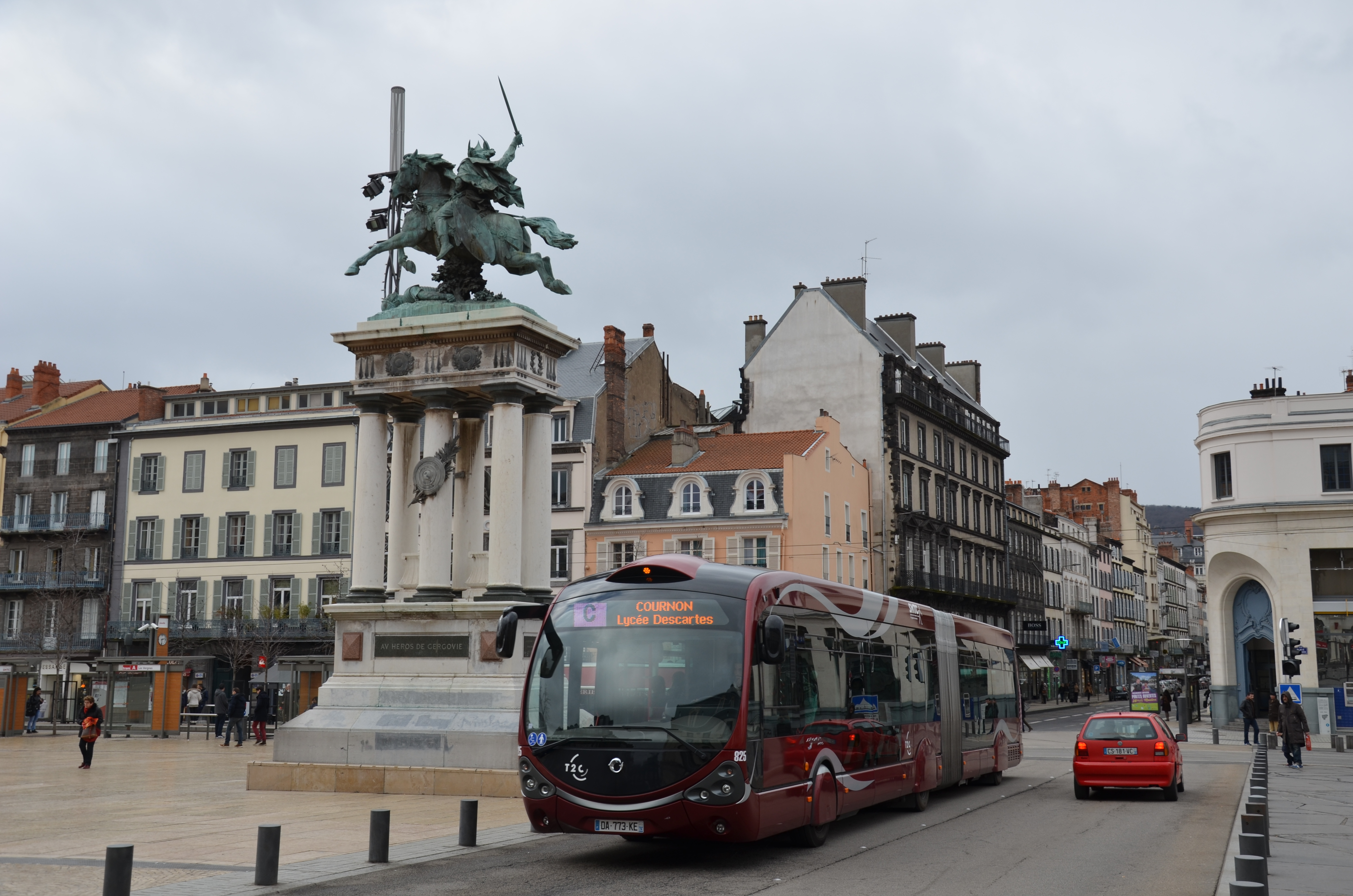
Vue extérieure d'un Crealis Neo 18 près de l'arrêt Jaude.

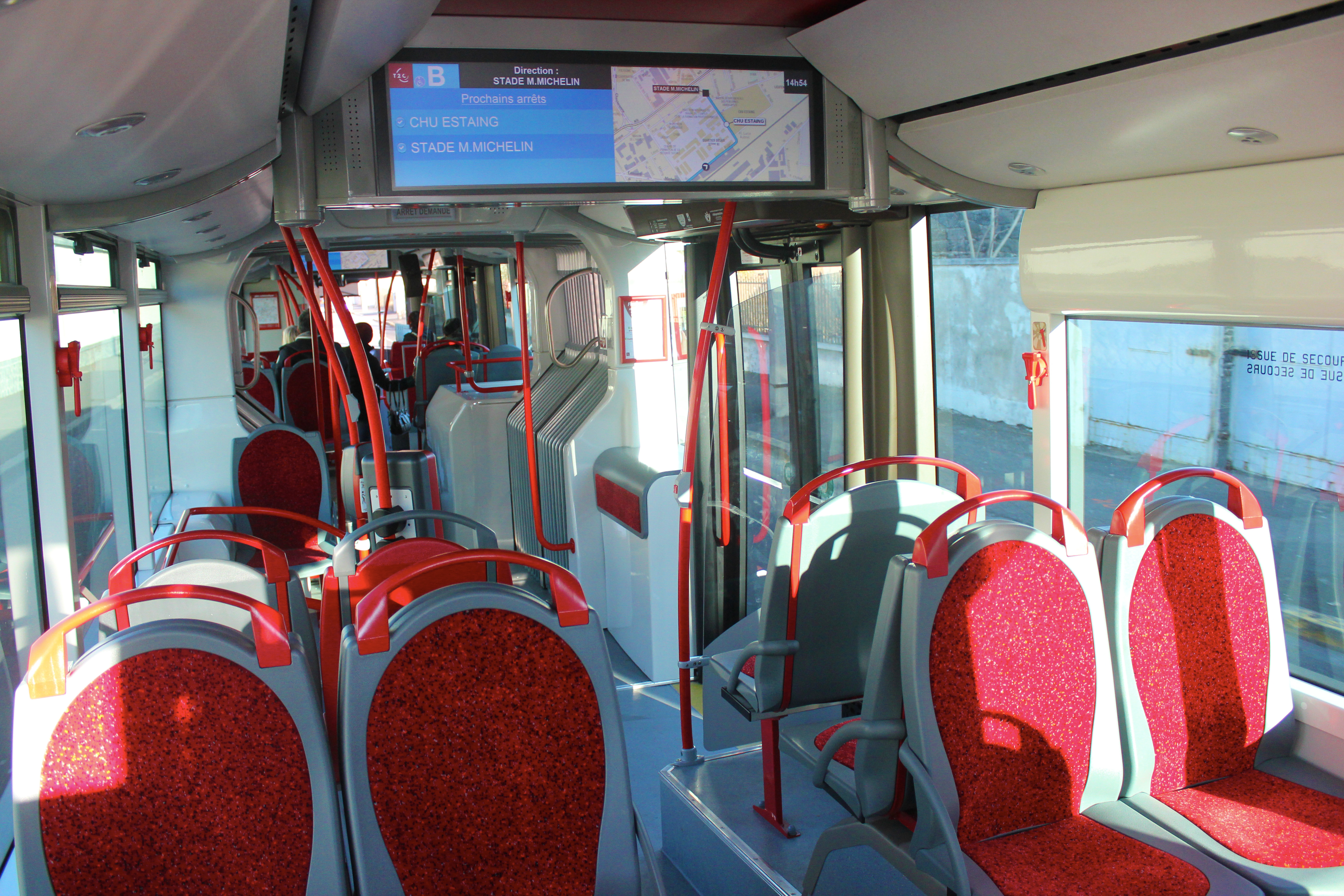
Intérieur des Crealis Neo 18

Les véhicules sont des Crealis Neo à trois portes. L'équipement comprend :
- une ambiance lumineuse soignée à bord des véhicules.
- une design et une identité forte propre à la ligne.
- des annonces vocales à intérieur pour la destination et le prochain arrêt.
- des annonces vocales à l'extérieur sur l'arrêt actuel, la destination, la ligne et le prochain arrêt diffusés directement sur la station.
- des écrans pour les correspondances aux pôles d'échanges et un schéma dynamique de la ligne.
- des sièges et emplacements réservés pour les PMR et UFR[3].

En supplément des véhicules Crealis Neo, deux véhicules Heuliez GX 437 BHNS ont été mis en service en janvier 2017.

## Tarification
La tarification de la ligne est identique à celle en vigueur sur tout le reste du réseau T2C et est accessible avec les mêmes abonnements. Un ticket permet un trajet simple aller et/ou retour quelle que soit la distance avec une ou plusieurs correspondances possibles avec les autres lignes de bus et le tramway pendant 1h10.

### Exemples de temps de trajet
- Cournon Joseph Gardet <> Lycée Lafayette → 13 à 14 minutes

- Lycée Lafayette <> Jaude → 23 à 24 minutes

- Jaude <> Tamaris → 13 à 14 minutes